# ور (رود)
 ور رودی است به دریای مدیترانه می‌ریزد. این رود از کشور فرانسه می‌گذرد.